# Joseph Hoch
Joseph Hoch (* 3. Mai 1815 in Frankfurt am Main; † 19. September 1874 ebenda) war ein deutscher Stifter. Seine testamentarische Verfügung ermöglichte 1878 die Gründung von Dr. Hoch’s Konservatorium in Frankfurt am Main.

## Leben und Werk
Joseph Paul Johannes Hoch entstammte einer seit Generationen in Frankfurt am Main ansässigen Familie. Alle vier Großeltern lebten in dieser Stadt. Sein Vater, der promovierte Jurist Johann Peter Hieronymus Hoch (1779–1831), war Schöffe und Senator und 1829 Älterer Bürgermeister der Freien Stadt Frankfurt. Auch die Mutter, eine geborene Schweitzer, war Tochter eines Schöffen und Senators.
Hoch studierte Rechtswissenschaft wie sein Vater und promovierte zum Doktor der Rechte. Er war ein musikalischer Sonderling, lernte schon früh Klavier und Geige und kam durch zweimalige Erbschaft in den Besitz eines großen Vermögens. Er heiratete mit 41 Jahren Freiin Ottilie von Sodenstern, die ihn, als er nach kinderloser Ehe am 19. September 1874 mit 59 Jahren starb, noch um 48 Jahre überlebte; sie starb erst 1922 in Kassel.
Schon früh entschloss sich Hoch, nach dem Vorbild des Bankiers Johann Friedrich Städel, der seiner Vaterstadt seine Bildersammlung und sein Vermögen zur Einrichtung eines Institutes für bildende Künste hinterlassen hatte, in Frankfurt die Gründung eines Konservatoriums zu ermöglichen. Vor einer Englandreise 1843 setzte Hoch erstmals ein entsprechendes Testament auf. Das für die Konservatoriumsgründung maßgebende Testament aber verfasste er erst 1857.
Das Testament vom 14. Juli 1857 umfasste 21 Paragraphen. Ihm folgten noch nachträgliche sonstige letztwillige Verfügungen in den letzten zwei Monaten vor seinem Tod. Die Hinterlassenschaft betrug etwa eine Million Goldmark. Sein Grab befindet sich auf dem Frankfurter Hauptfriedhof.